# فرانك كاسبر
فرانك كاسبر (بالإنجليزية: Frank Casper)‏ هو مدرب كرة قدم ولاعب كرة قدم بريطاني، ولد في 9 ديسمبر 1944 في بارنسلي في المملكة المتحدة. لعب مع نادي بيرنلي ونادي روذرهام يونايتد.